# Кампаніла собору святого Марка

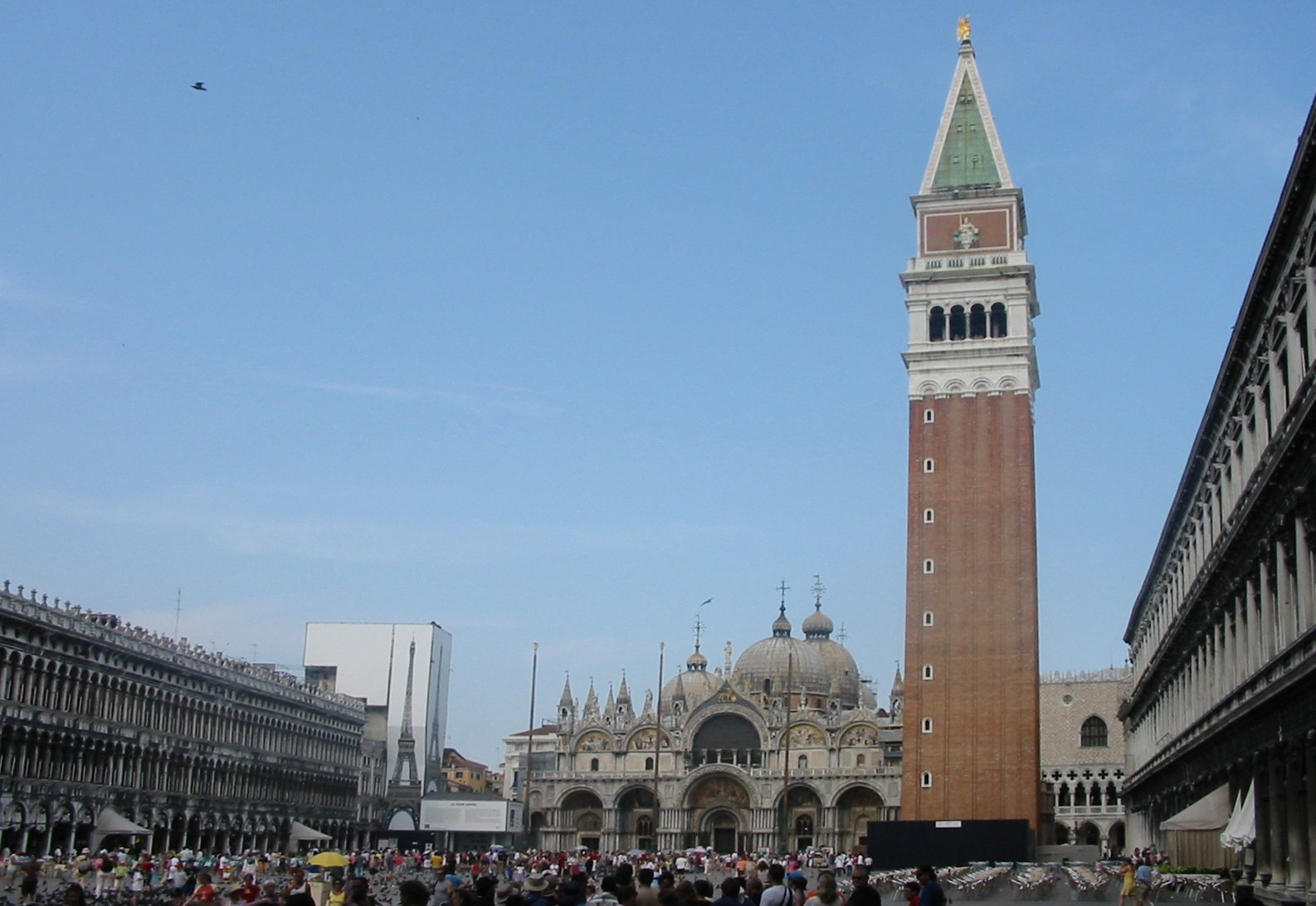
Кампаніла на тлі собору

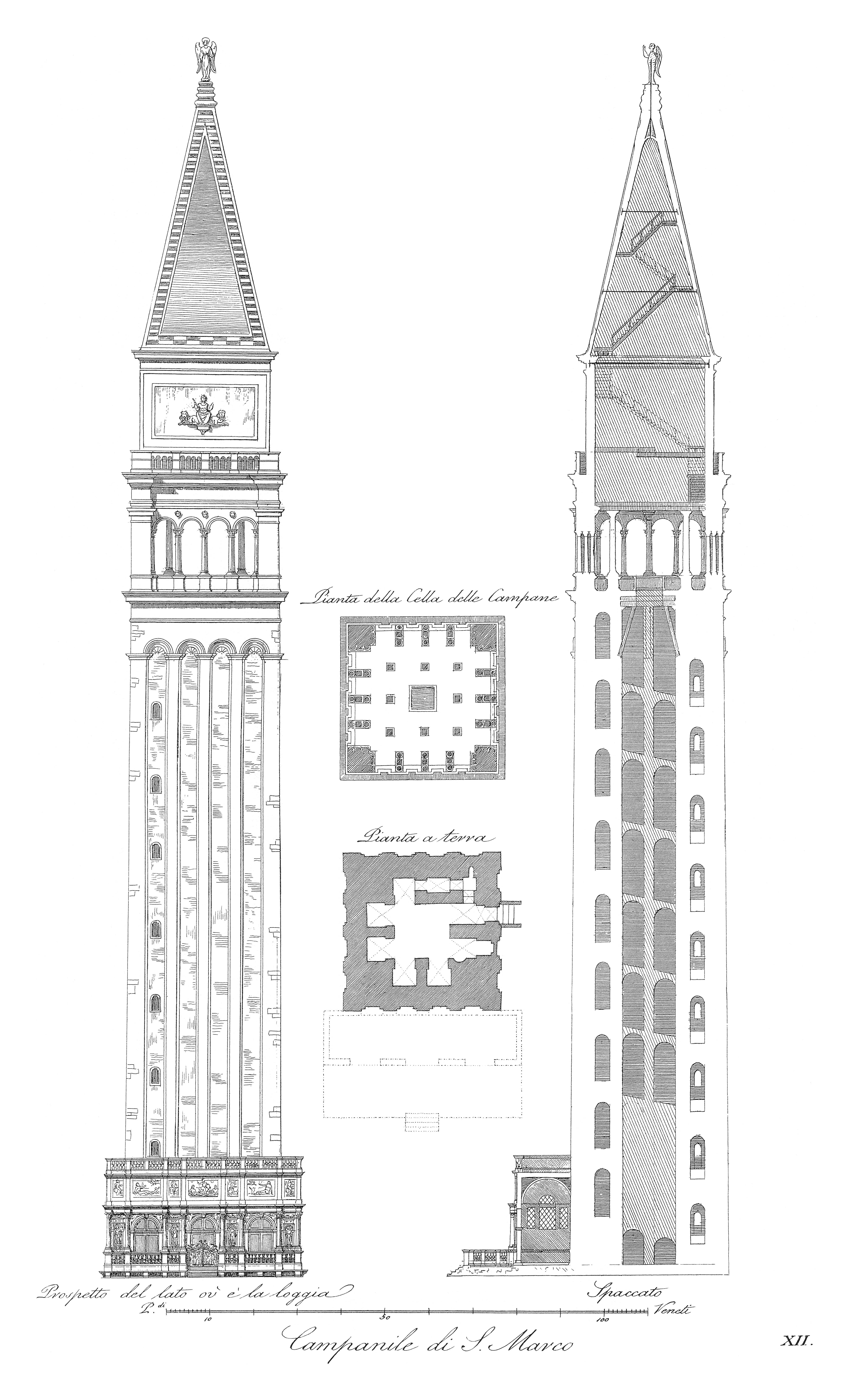
Креслення зовнішнього вигляду і розрізи (1831) кампаніли перед зруйнуванням

Кампаніла собору Святого Марка (італ. Campanile di San Marco) — дзвіниця (кампаніла) собору Святого Марка у Венеції. Розташована на площі Святого Марка.

## Історія
Першу годинникову башту на місці сучасної Кампаніли було зведено ще у VIII столітті.
У теперішньому вигляді кампанілу побудували в 1514 році. Башта правила за охоронний пункт і маяк для суден, що заходили до  Венеційської лагуни.
14 липня 1902 кампаніла зазнала обвалу — практично повної руйнації. Причинами падіння стали землетруси, удари блискавок і загальне зношення будівлі впродовж історії її існування. При падінні башта ушкодила повністю або частково будівлі, які знаходились поруч. Примітно, що при цьому не постраждала жодна людина. Майже відразу ж було ухвалено рішення відновити башту, до дрібниць повторивши всі деталі зовнішнього вигляду кампаніли, водночас зміцнивши конструкцію. Відновлену дзвіницю було відкрито з почестями у День Святого Марка 25 квітня 1912 року.
Кампаніла собору Святого Марка разом із самим собором віддавна стали і лишаються справжніми символами Венеції.

## Архітектура

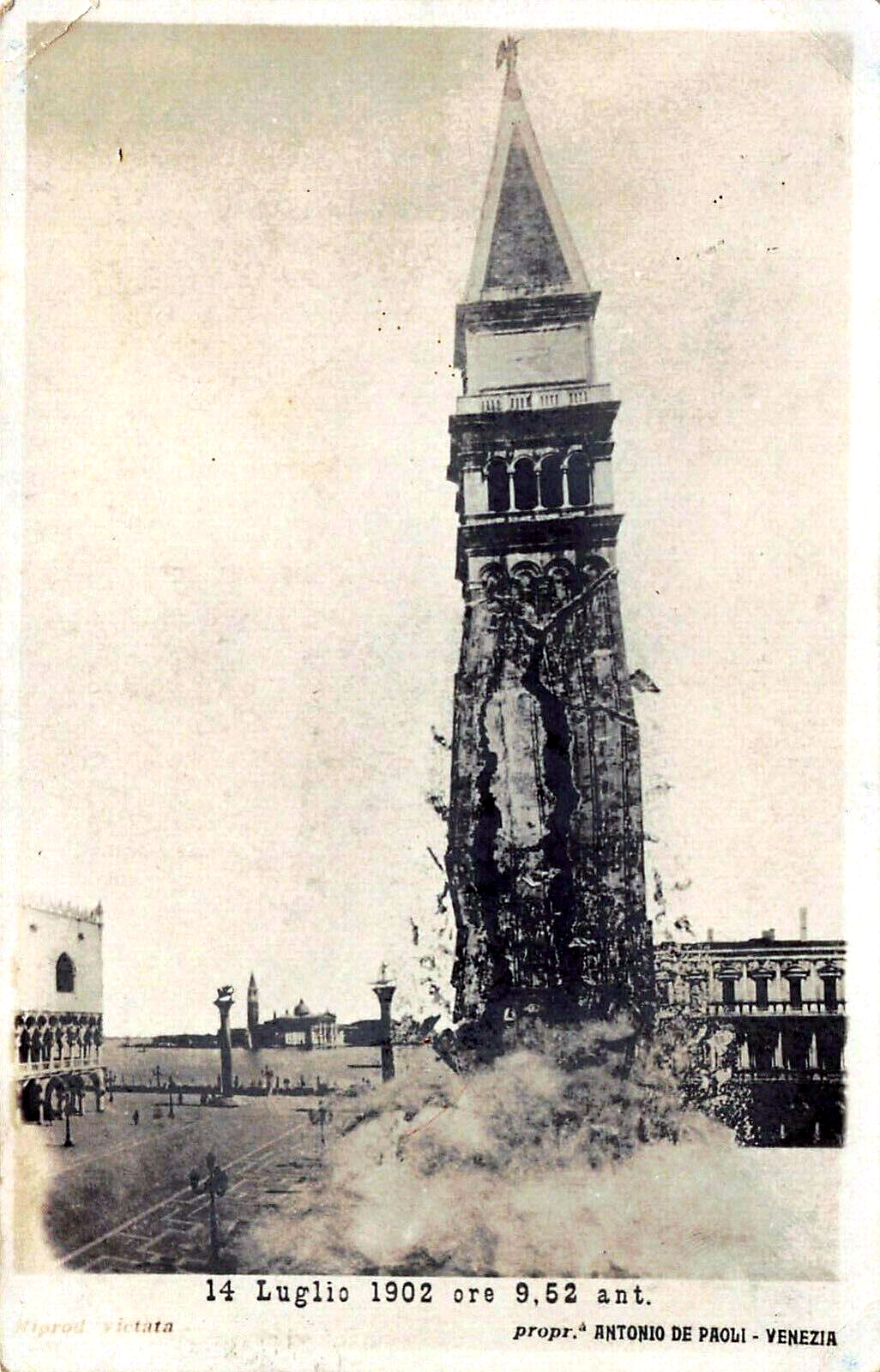
Об'єктив зафіксував момент руйнування кампаніли у 1902

Кампаніла собору Святого Марка є баштою заввишки майже 100 метрів. Композиційно вона складається з:
- міцної цегляної шахти, яку за Середньовіччя не раз використовували як приміщення для катувань;
- майданчика зі дзвонами, на якому міститься 5 дзвонів, кожний із яких мав своє особливе призначення. Наприклад, найбільший, що отримав прізвисько «Мараньйона», заклика́в містян на роботу щоранку і дзвонив щообіду;
- оглядового майданчика.

Башта має завершення — пірамідальний шпиль з флюгером у вигляді золотого янгола, встановлений на початку XVI століття.
Поруч із Кампанілою собору Святого Марка розташована лоджетта, у якій містилась охорона Палацу Дожів. Лоджетту було зведено за проектом Якопо Сансовіно.